# Isotoma axillaris
Isotoma axillaris är en klockväxtart som beskrevs av John Lindley. Isotoma axillaris ingår i släktet Isotoma och familjen klockväxter. Inga underarter finns listade i Catalogue of Life.

## Bildgalleri

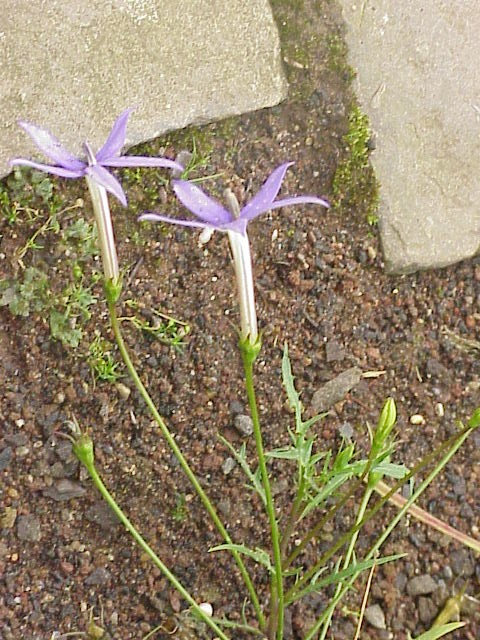
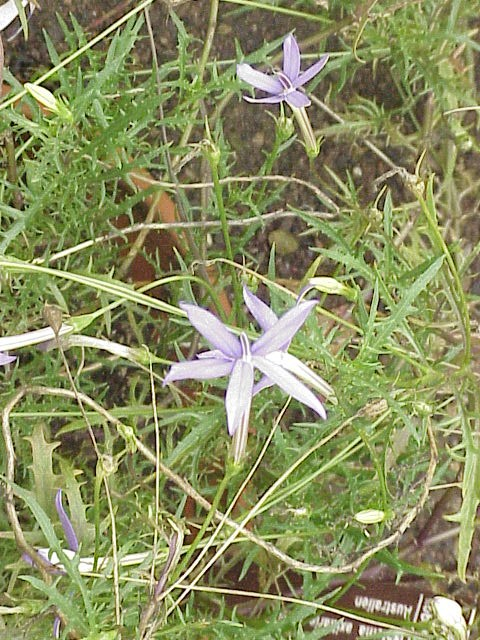
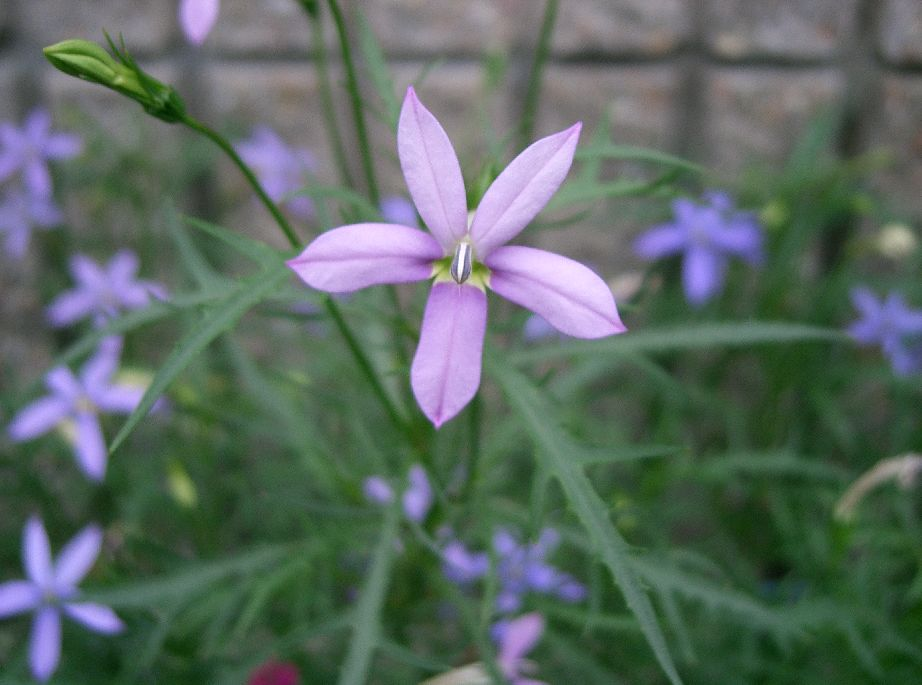
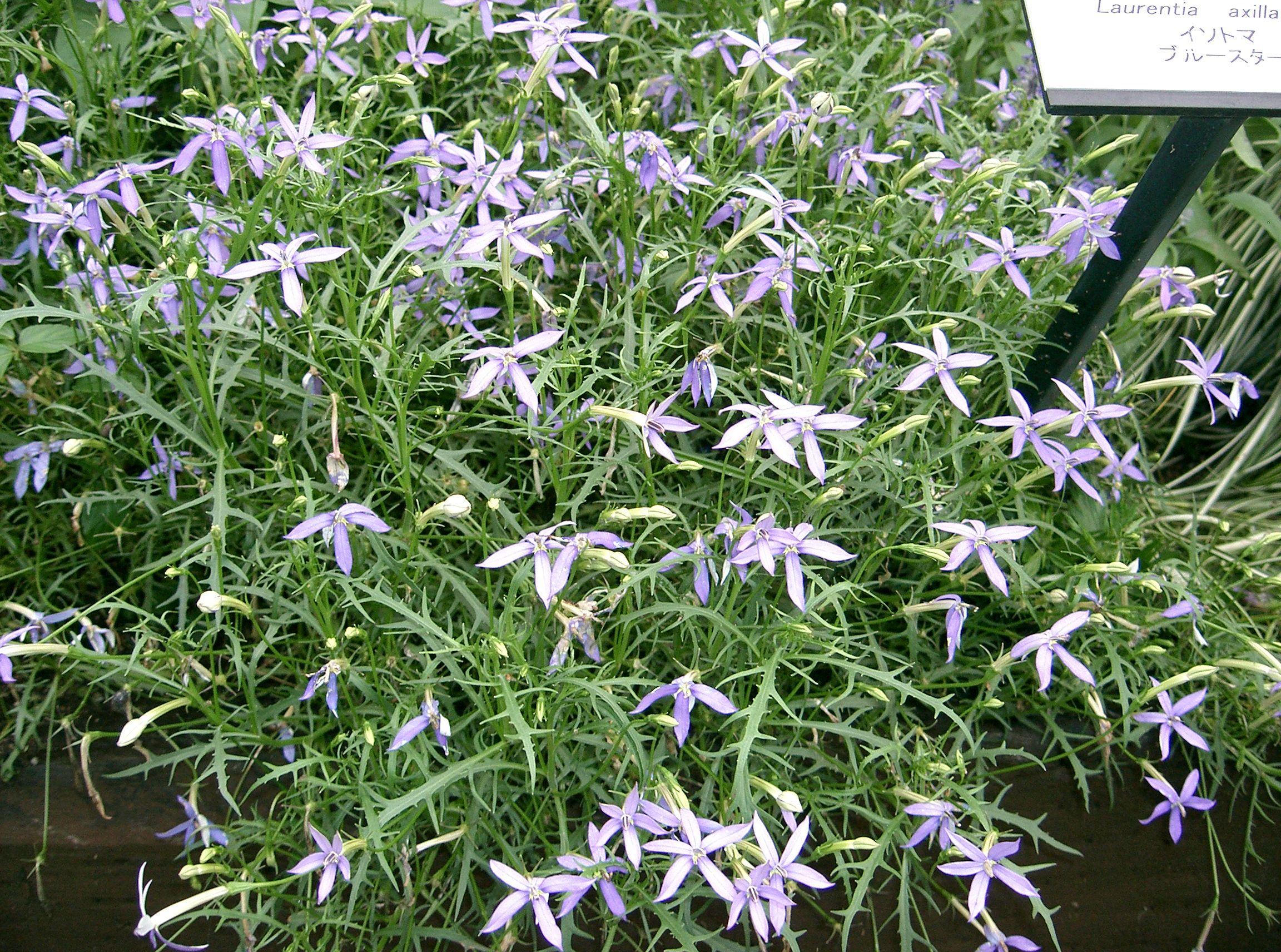
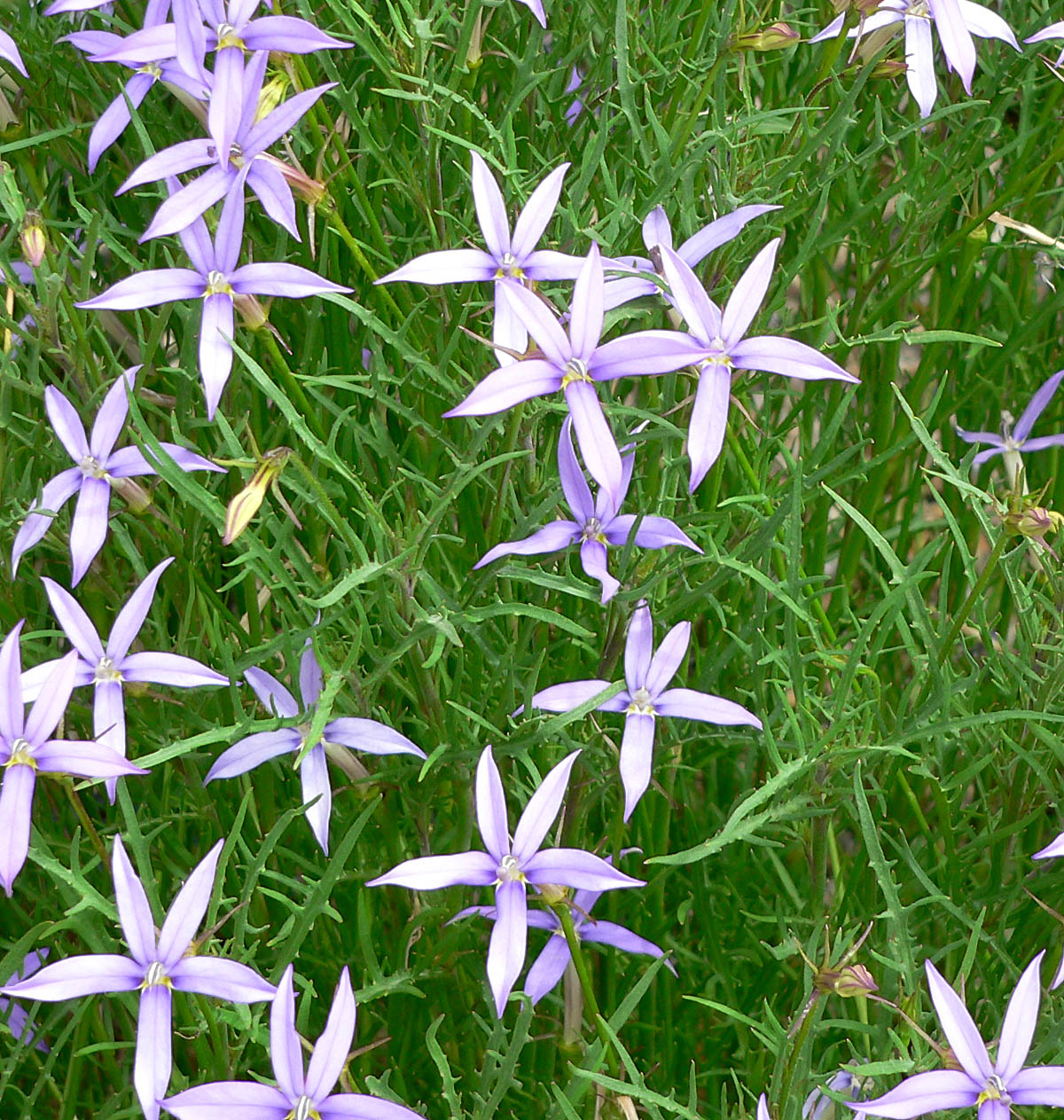
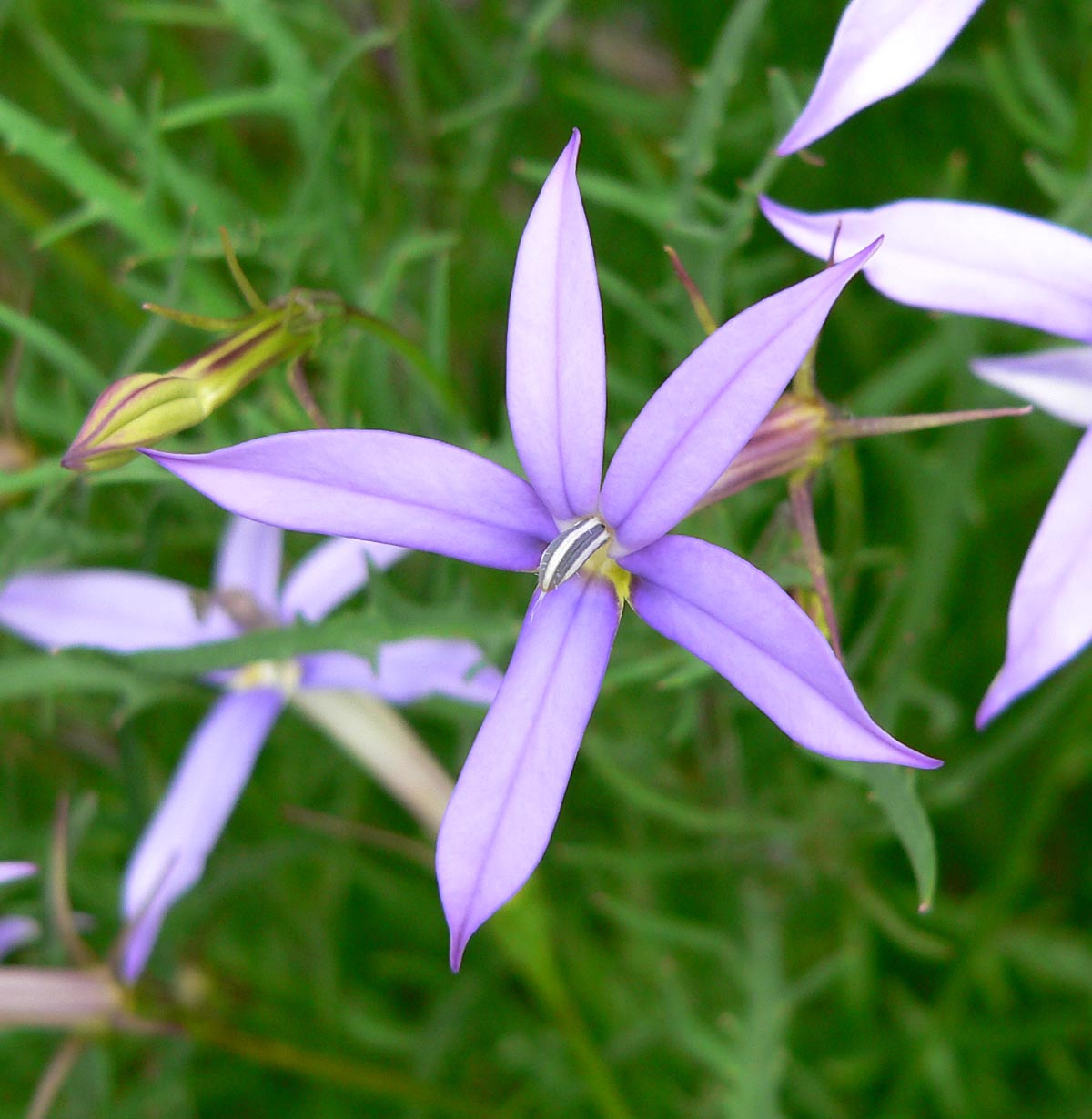